# Spumoni

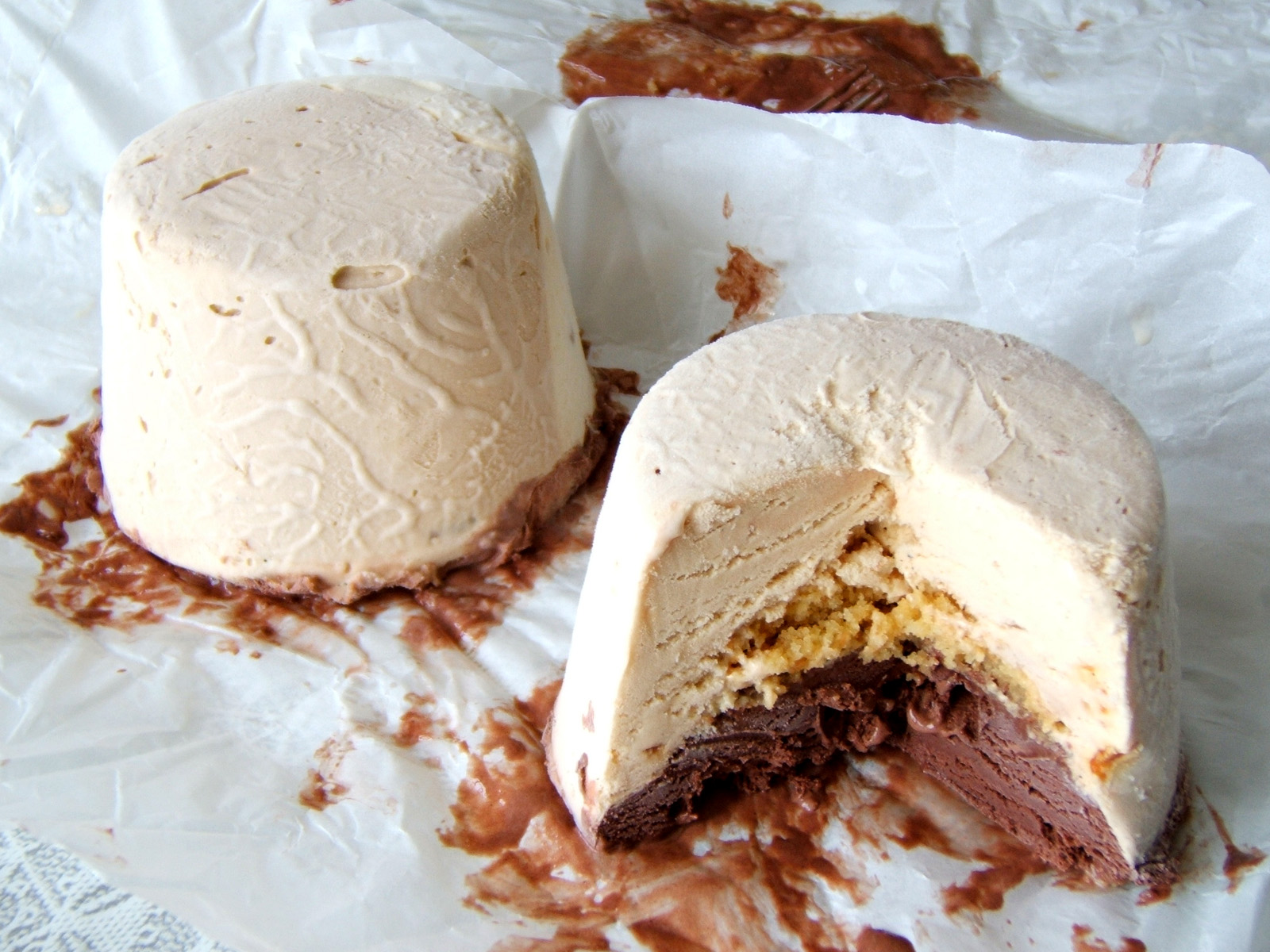
Spumoni salentini

Spumoni (từ spuma hay "bọt"), số ít spumone, là một loại gelato đúc (một dạng kem Ý ít béo hơn) được làm với nhiều lớp có màu sắc và hương vị khác nhau, thường chứa các loại trái cây và hạt kẹo.
Thông thường, loại kem này có tới ba hương vị, với một lớp trái cây/quả kiên ở giữa. Các lớp kem thường được trộn với kem tươi. Anh đào, quả hồ trăn, và sô-cô-la hoặc vani là những hương vị đặc trưng của lớp kem này, và lớp trái cây/quả kiên thường chứa các hạt anh đào—tạo ra sự kết hợp màu đỏ/hồng, màu xanh lá cây và màu nâu kiểu truyền thống.
Spumoni phổ biến ở những nơi có đông người Ý nhập cư như Mỹ, Argentina và Brasil. Ngày 21 tháng 8 là Ngày Spumoni Quốc gia ở Hoa Kỳ. Ngày 13 tháng 11 là Ngày Spumoni Quốc gia ở Canada.
Kem Napoli vốn được đặt theo tên của Napoli được coi là một biến thể của spumoni. Anh đào được đổi thành dâu tây và hồ trăn thành sô-cô-la để phản ánh sở thích hương vị phổ biến nhất của người Mỹ.